# Consulente del lavoro
Il consulente del lavoro è un libero professionista che si occupa di consulenza in ambito giuslavorativo in Italia con competenze specifiche nell'amministrazione del personale subordinato e parasubordinato per conto delle imprese ed enti.

## Compiti e funzioni
Il committente del consulente del lavoro è il datore di lavoro.
I consulenti del lavoro sono professionisti dell'area giuridico-economica che esplicano le proprie funzioni nella gestione del personale dal punto di vista amministrativo (la gestione delle risorse umane è infatti un'altra materia, tipicamente presidiata da altro genere di professionisti della consulenza aziendale).
L'attività principale e prevalente dei consulenti del lavoro è quella di elaborazione dei cedolini paga e adempimenti relativi, per conto di un'azienda. Oltre a questo, il loro ambito professionale comprende:
- genesi, definizione, evoluzione di un rapporto di lavoro: gestione di tutti gli aspetti contabili, economici, giuridici, assicurativi, previdenziali e sociali che esso comporta;
- assistenza e rappresentanza dell'azienda nelle vertenze extragiudiziali (conciliazioni e arbitrati) derivanti dai rapporti di lavoro subordinato e parasubordinato;
- assistenza e rappresentanza in sede di contenzioso con gli istituti previdenziali, assicurativi e ispettivi del lavoro;
- consulenza tecnica d'ufficio e di parte;
- assistenza in sede di contenzioso tributario presso le commissioni e gli uffici dell'amministrazione finanziaria;
- consulenza e assistenza nelle relazioni e nei rapporti aziendali (contratti, convenzioni, etc.) di carattere obbligatorio, tipico e atipico;
- trasmissione telematica delle dichiarazioni fiscali;
- certificazione tributaria;
- funzioni in ambito delle segnalazioni di denuncia di attività di antiriciclaggio e finanziamento del terrorismo;
- funzioni in ambito di conciliazione e arbitrato nell'ambito delle controversie di lavoro (funzioni introdotte dalla legge 183/2010);
- funzioni di asseverazione della regolarità normativa dei rapporti di lavoro;
- intermediari abilitati alla trasmissione delle dimissioni in modalità telematica.
- gestione della crisi di impresa (secondo quanto previsto dall'art. 358 del decreto legislativo 12 gennaio 2019, n. 14 )

## Competenze esclusive
La legge italiana non prevede competenze esclusive del consulente del lavoro poiché in base alla legge del 1979 anche i ragionieri, dottori commercialisti, esperti contabili e avvocati sono competenti all'esercizio dell'attività di tenuta e conservazione dei libri obbligatori in materia di lavoro. Tutti questi professionisti, (per i consulenti del lavoro vi provvede l'albo provinciale d'iscrizione) devono comunque sempre comunicare previamente alla direzione provinciale del lavoro, competente per provincia, di occuparsi della tenuta e dell'elaborazione del Libro unico del lavoro. L'unica differenza è che, sulla base del regolamento sul tirocinio obbligatorio per l'accesso alla professione, i professionisti non Consulenti del Lavoro, nonostante presentino i suddetti requisiti, non possono prendere sotto di sé un/a giovane praticante consulente del lavoro.

## Ruolo economico e sociale in Italia
I consulenti del lavoro in Italia sono molto numerosi tenuto conto del tipo di tessuto produttivo italiano centrato sulla micro e piccola impresa nonché del notevole apparato burocratico connesso al lavoro subordinato e parasubordinato.
L'intervento professionale del consulente del lavoro si colloca generalmente nell'area della consulenza alla piccola e media impresa con una specializzazione nella gestione dei rapporti di lavoro, in linea con l'evoluzione del sistema produttivo che ormai è costituito da piccole imprese operanti in prevalenza nel terziario, dove la gestione delle risorse umane costituisce il vero fattore strategico di sviluppo. L'elaborazione dei cedolini paga e il disbrigo dei numerosi adempimenti relativi è sicuramente il servizio maggiormente richiesto dai clienti dei consulenti del lavoro, sebbene esistano ormai sul mercato moltissimi concorrenti (CED, associazioni di categoria, ecc.). Nonostante sia diffusa l'elaborazione delle paghe da parte dei commercialisti, compresa nel pacchetto dei servizi forniti ad un cliente, è da chiarire che queste attività sono poi girate in outsourcing ad un consulente del lavoro, data l'estrema specializzazione e complessità associata a tale attività, nonché all'aggiornamento vertiginoso della legislazione in materia.
Particolarmente significativo risulta il ruolo di terzietà che il consulente del lavoro assume nei confronti della pubblica amministrazione.
Questa professione, per il cui accesso è obbligatorio il conseguimento del diploma di laurea, da tempo occupa un ruolo essenziale in quel rapporto di “cerniera” tra le istanze dei privati e le esigenze della pubblica amministrazione in tema di amministrazione del personale.

## Inquadramento
Il consulente del lavoro rientra tra le cosiddette professioni protette. L'albo professionale della categoria è stato istituito, con la legge n. 1081 del 1964 e successivamente la legge n. 12 del 1979 ha ulteriormente disciplinato la categoria definendone con chiarezza l'oggetto, i requisiti per l'iscrizione all'Albo, le modalità di esercizio, le norme penali per combattere l'esercizio abusivo e il segreto professionale.
L'ordine dei consulenti del lavoro ha un proprio ente previdenziale, l'Ente nazionale di previdenza e assistenza per i consulenti del lavoro (ENPACL), con autonomia completa.
Per accedere alla professione è necessario, previo conseguimento di almeno un requisito di cui sotto, svolgere un praticantato di 18 mesi obbligatorio presso lo studio di un consulente del lavoro della propria provincia di residenza o di altra provincia (basta iscriversi come all'ordine dove esercita il professionista)  , regolarmente iscritto all'albo e successivamente un esame di Stato a cadenza annuale indetto dal Ministero del lavoro e delle politiche sociali e tenuto presso la Direzione regionale del lavoro, nella propria regione di residenza.

## Requisiti
Secondo le norme dettate dalla legge istitutiva dell'ordinamento professionale, aggiornata l'11 aprile 2007, il titolo di studio richiesto è la laurea triennale o magistrale riconducibile agli insegnamenti delle facoltà di giurisprudenza, economia, scienze politiche, ovvero il diploma universitario o la laurea triennale in consulenza del lavoro, o il diploma di laurea in giurisprudenza, in scienze economiche e commerciali o in scienze politiche.
È richiesto inoltre un periodo di 18 mesi di praticantato presso lo studio professionale di un Consulente del lavoro.
Dopo il praticantato è necessario superare un esame di Stato, per l'abilitazione allo svolgimento dell'attività professionale, che prevede prove scritte e orali nelle seguenti discipline: diritto del lavoro e legislazione sociale, diritto tributario, diritto privato, pubblico e penale, ragioneria.
I dottori agronomi,  abilitati alla libera professione ed iscritti al loro albo, possono esercitare la consulenza del lavoro per le aziende agrarie, zootecniche e forestali o di trasformazione e commercializzazione dei relativi prodotti; mentre i periti agrari e gli agrotecnici, possono eseguire consulenze del lavoro, nelle stesse tipologie di aziende ma esclusivamente di piccole dimensioni. 
I dipendenti del Ministero del lavoro e delle politiche sociali che abbiano prestato servizio, almeno per 15 anni, con mansioni di ispettori del lavoro presso le direzioni provinciali del lavoro, sono esonerati dagli esami per l'iscrizione all'Albo dei consulenti del lavoro e dal tirocinio per esercitare tale attività. Tuttavia non possono essere iscritti all'albo della provincia dove hanno prestato servizio se non dopo 4 anni dalla cessazione del servizio stesso.

## Incompatibilità
L'iscrizione nell'Albo dei consulenti del lavoro non è consentita in permanenza del rapporto di lavoro ai dipendenti degli istituti di patronato o delle associazioni sindacali dei lavoratori, agli esattori di tributi, ai notai e ai giornalisti professionisti. Non è più prevista, invece, l'incompatibilità per l'accesso al tirocinio in costanza di rapporto di pubblico impiego.

## Gli organi dei consulenti del lavoro in Italia
In Italia, gli organi principali a cui fanno capo i consulenti del lavoro sono:
- il Consiglio nazionale dell'Ordine dei consulenti del lavoro[4]
- La Fondazione studi[5]
- La Fondazione Lavoro[6]
- Associazione Nazionale Consulenti del Lavoro (ANCL), su anclsu.com.
- Associazione Nazionale Giovani Consulenti del Lavoro (ANGCDL)